# Majthényi Károly (szobrász)
Majtényi Károly (Edelény, 1914. augusztus 7. – Szombathely, 1990. november 29.) magyar szobrászművész.

## Élete
Majthényi József katolikus kántortanító és Brát Katalin gyermekeként született. Gyermekkorát Edelényben töltötte, majd családja Miskolcra, Újgyőrbe költözött a gyerekek iskoláztatása végett. 1936-ban Egerben végezte a katolikus tanítóképzőt, ahol felfedezték festőtehetségét. 1945–46-ban elvégezte Budapesten a Képzőművészeti Főiskolát.
1948-ban feleségül vette Horváth Klárát. Nemsokára megszületett Klára lányuk. Az 1950-es évek elején Sárváron tanított, közben szakfelügyelősködött. 1960-ig alkotótáborokat szervezett, akkor Szombathelyen folytatta pedagógusi pályáját; a Berzsenyi Dániel Főiskola rajztanára volt. 1974-es nyugalomba vonulását követően kezdett aktívabb művészi tevékenységbe.

## Művei
- Petőfi Sándor mellszobra, Sárvár, Batthyány utca, 1948[2]
- Markusovszky Lajos mellszobra, Szombathely, Markusovszky Kórház, 1955[3]
- Ünnepi menet Ízisz tiszteletére, bronz szoborcsoport, 1980, Szombathely, II. Rákóczi Ferenc u. 2.[4]
- Dr. Szabolcs Zoltán mellszobra, Szombathely, Markusovszky Kórház, 1882[5]
- Körtánc, bronz szoborcsoport, Szombathely, 1986